# Wladimir Konstantinowitsch Kokkinaki

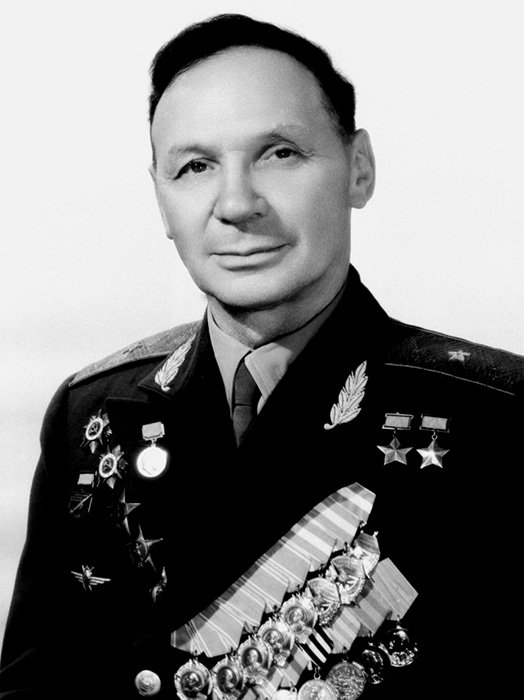
W. K. Kokkinaki

Wladimir Konstantinowitsch Kokkinaki (russisch Владимир Константинович Коккинаки, griechisch Βλαδίμηρος Κοκκινάκης; * 12.jul. / 25. Juni 1904greg. in Noworossijsk; † 7. Januar 1985 in Moskau) war ein sowjetischer Testpilot. Er erprobte 40 verschiedene Flugzeuge, unter anderem die Typen DB-3, Il-2 und Il-28.

## Leben
Kokkinaki entstammt einer pontisch-griechischen Familie. Er trat 1925 in die Rote Armee ein und absolvierte 1928 die Leningrader Flugschule. Er ließ sich an der Flugschule Borissoglebsk weiterbilden und absolvierte sie 1930. 1931 ging er in den aktiven Truppendienst bei der 11. Jagdfliegerstaffel. 1932 wurde er Kommandeur einer Fliegerabteilung und 1935 als Testpilot ausgewählt. Seine erste Aufgabe bestand darin, das neue Schlachtflugzeug Kotscherigin TSch-3 einzufliegen.
In den 1930er Jahren war er Mitglied des mit I-16 ausgerüsteten fünfköpfigen Kunstflugteams „Krasnye djawoly“ (russisch Красные дьяволы, Rote Teufel). International erstmals auf sich aufmerksam machte Kokkinaki am 21. November 1935, als er in einer Polikarpow I-15 mit 14.575 m einen neuen absoluten Höhenweltrekord für Flugzeuge aufstellte, dem ersten Rekord der UdSSR, der von der FAI anerkannt wurde. Kokkinaki absolvierte weitere Rekordflüge, auch über Langstrecken. Internationales Aufsehen erregte 1939 der Flug von Kokkinaki und seinem Navigator M. Ch. Gordijenko mit der DB-3 „Moskwa“. Am 28. April starteten sie in Moskau mit Ziel New York. Nach 8.000 Kilometern mit den Stationen Trondheim, Reykjavík und Kap Farvel waren sie wegen eines Wirbelsturmes über Labrador gezwungen, auf 9.000 Meter zu steigen. Nach dem Verbrauch des gesamten Treibstoffs und des Sauerstoffvorrates landete Kokkinaki am 29. April mit eingezogenem Fahrwerk neben dem Leuchtturm der Insel Miscou in New Brunswick in Kanada. Die DB-3 hatte sich 22 Stunden und 56 Minuten in der Luft befunden, was einer Durchschnittsgeschwindigkeit von 348 km/h entsprach. Insgesamt stellte Kokkinaki 22 Weltrekorde auf. 1938 wurde er Mitglied der Kommunistischen Partei der Sowjetunion.
Im Zweiten Weltkrieg blieb Kokkinaki weiter Testpilot, wurde 1943 zum Generalmajor der Flieger befördert und Hauptinspekteur der Flugzeugindustrie. Bis zu seinem Ausscheiden aus dem aktiven Dienst war er als Testpilot tätig. Seinen letzten Weltrekord errang er 1960, als er mit einer Iljuschin Il-18 und 10 Tonnen Zuladung 5018 km weit flog und dabei eine Durchschnittsgeschwindigkeit von 693 km/h erreichte.
1961 wurde er Vizepräsident und 1966 Präsident der Fédération Aéronautique Internationale.
Für seine Leistungen wurde Kokkinaki zweimal (1938 und 1959) als Held der Sowjetunion, dem Titel „Verdienter Testpilot“ sowie mit dem Leninpreis ausgezeichnet.
Kokkinakis Bruder Konstantin war ebenfalls Testpilot.